# Marina Zoudina
Marina Viatcheslavovna Zoudina (en russe : Марина Вячеславовна Зудина, en translittération anglaise Zudina) est une actrice soviétique et russe, née le 3 septembre 1965 à Moscou.

## Biographie
Sortie diplômée de l'Académie russe des arts du théâtre (classe d'Oleg Tabakov, et Avangard Leontiev) en 1986, elle devient actrice du Théâtre-studio d'Oleg Tabakov. Nommée artiste émérite de la fédération de Russie en 1995, puis artiste du peuple de la fédération de Russie en 2006.
Elle est principalement connue en Occident pour avoir tourné dans le film d'Anthony Waller, Témoin muet (performance pour laquelle elle reçut une nomination au Saturn Award de la meilleure actrice, ainsi qu'une mention spéciale au Festival international du film fantastique de Gérardmer en 1996).
Elle est mariée à l'acteur russe Oleg Tabakov avec qui elle a eu deux enfants, Pavel en 1995 et Maria en 2006.

## Filmographie

### Cinéma
- 1985 : Eshchyo lyublyu, eshchyo nadeyus : femme de Pyotr
- 1985 : Valentin et Valentina
- 1986 : Lichnoe delo sudi Ivanovoy : Olga Nikolaevna
- 1986 : Posle dozhdichka, v chetverg : Milolika
- 1986 : Puteshestviye gospodina Perrishona
- 1986 : Valentin i Valentina : Valentina
- 1987 : Po glavnoy ulitse s orkestrom : Ksyusha
- 1987 : Zabavy molodykh : Svetlana
- 1989 : Limited Life
- 1990 : Blagorodnyy razboynik Vladimir Dubrovskiy
- 1990 : Mordashka : Vera, petite amie de Guena
- 1990 : Pod severnym siyaniyem : Anna
- 1992 : Ispoved soderzhanki : Masha
- 1992 : Tridtsatogo unichtozhit!
- 1995 : Témoin muet : Billy Hughes (en tant que Marina Sudina)
- 1996 : Zolotoy tuman

### Télévision

#### Séries télévisées
- 1986 : Vozvrashchenie Budulaya
- 1989 : Molodoy chelovek iz khoroshey semyi : Arina Mikheyeva
- 1996 : Dela smeshnye, dela semeynye
- 2002 : Za kulisami
- 2005 : Essenine : Zinaïda Reich
- 2008 : Nasledstvo
- 2010 : Kholodnoe serdtse
- 2010 : Tango s angelom

#### Téléfilms
- 1995 : Tribunal : Försvarsadvokaten
- 2008 : Yubiley : Kira

## Distinctions

### Nominations
- Saturn Award :
  - Nomination au Saturn Award de la meilleure actrice 1996 (Témoin muet)

### Récompensens
- Artiste émérite 1995
- Artiste du peuple de Russie 2006
- Festival international du film fantastique de Gérardmer : Mention spéciale pour l'interprétation 1996 pour Témoin muet)